# شهرستان گویدینگ
شهرستان گویدینگ (به لاتین: Guiding County) یک منطقهٔ مسکونی در چین است که در کیانان بویای اند میاو واقع شده‌است. شهرستان گویدینگ ۱٬۶۳۱ کیلومتر مربع مساحت و ۲۹۶٬۲۰۰ نفر جمعیت دارد.